# Neasura bipunctata
Neasura bipunctata là một loài bướm đêm thuộc phân họ Arctiinae, họ Erebidae.